# 白脉韭
白脉韭（学名：Allium ovalifolium var. leuconeurum）是葱科葱属的变种。分布于中国大陆的四川等地，生长于海拔2,780米至3,800米的地区，多生于林下，目前尚未由人工引种栽培。